# ビラリ現象
ビラリ現象（ビラリげんしょう、英: Villari effect）とは、磁性体に圧力を加えるとその磁化の強さが変化する現象のこと。
強磁性体には、磁界が加わると、外形寸法が変化する性質がある（磁歪または磁気ひずみという）。これは、外部からの磁界のエネルギーが、原子間のポテンシャルエネルギーに変換されることによる。磁歪の大きさは磁歪定数であらわされる。この磁歪現象は工業的にはセンサやアクチュエータに利用される。
磁歪に関係する現象には以下のようなものがある。
ビラリ効果（Villari effect）
磁性体に圧力を加えるとその磁化の強さが変化する現象のこと。
マテウチ効果（Matteucci effect）
磁歪材料がねじられた時に円周上（ヘリカル?）の磁界が発生する。
ウィーデマン効果（Wiedemann effect）
円周上の磁界が磁歪材料にねじりを発生させる現象のこと。